# Hickelia alaotrensis
Hickelia alaotrensis är en gräsart som beskrevs av Aimée Antoinette Camus. Hickelia alaotrensis ingår i släktet Hickelia och familjen gräs. Inga underarter finns listade i Catalogue of Life.